# 聖胡安德比戈特區
聖胡安德比戈特區（西班牙語：Distrito de San Juan de Bigote），是秘魯的一個區，位於該國西北部皮烏拉大區的莫羅蓬省，始建於1986年12月29日，面積245.21平方公里，海拔高度174米，2005年人口7,384，人口密度每平方公里30人。
5°19′09″S 79°47′11″W / 5.3191°S 79.7864°W